# Estadio Campolo Alcalde
El Estadio Campolo Alcalde es un recinto deportivo ubicado en el distrito de La Perla, en la Provincia Constitucional del Callao. Cuenta con un campo de juego de césped artificial con certificación FIFA.
En este estadio juegan como local Amazon Callao y Sport Boys II, equipos participantes de la Liga3 de Perú. Además, se juegan allí los partidos de la Liga Distrital de La Perla, torneo que es parte de la Copa Perú.

## Historia
El estadio fue bautizado con el nombre del exfutbolista chalaco Jorge "Campolo" Alcalde, quien destacó en Sport Boys y fue campeón con la selección peruana en el Campeonato Sudamericano 1939.
Fue inaugurado para la práctica oficial de fútbol el 22 de octubre de 2014 durante las celebraciones por el aniversario 50 del distrito. Desde ese año se empezó a utilizar para partidos de Copa Perú así como también de torneos de menores.
Fue remodelado en 2023 por el Gobierno Regional del Callao siendo entregada la obra en el mes de junio de ese año. En 2024 fue utilizado en el Torneo de Reservas y desde el año siguiente en la Liga3 y el Torneo Juvenil Sub-18.